# 高斯·奥特曼
《超人高斯》（日语：ウルトラマンコスモス），是由日本圓谷製作的《超人力霸王系列》特攝作品，於2001年（平成13年）7月7日至2002年9月28日期間每週六下午6時在MBS電視台、TBS電視台首播。
本作的標語為「兼具力量和善良的超人力霸王」（強さとやさしさを兼ねそなえたウルトラマン）。

## 概要

### 開創
在《超人力霸王蓋亞》播畢及相關電影過後，平成三部曲系列宣告完結後的寂静期（在這段期間的作品為廣告《超人力霸王耐斯》及OV性質的《超人力霸王涅歐斯》），2001年，圓谷製作為紀念超人力霸王系列的35週年紀念和圓谷英二誕辰100週年，因此是以21世紀第一部作品的跨媒體製作概念開始企劃，最初計劃於2001年10月開始播出，但製作組為了剛好於圓谷英二的誕辰100週年紀念日之際而提早於該年7月播出。
製作單位和之前的三部曲系列一樣是每日放送，而本作也是每日放送出品的最後一部超人力霸王系列，同時也是每日放送出品的最後一部平成特攝劇。

### 風格
由於《高斯》是一部旨創造一個全新概念的超人力霸王形象的作品，除了首次以「藍色」作為主角的基礎型態之外（於前作《蓋亞》登場的藍色巨人亞格是以配角形式亮相），高斯並未向歷代系列，不以消滅怪獸或宇宙人為目的戰鬥，而是首次採用不主動傷害對方，以和平的方式感化對方的內心達到共處，但在面對兇惡卑劣的敵人則果斷地與其戰鬥的創新設定，另外與以前的作品不同，出現在本作中的怪獸被定義為「可以傷害人類，但基本上可以溝通和共存的存在」，而主角春野武藏所屬的「 TEAM EYES」，則是致力於研究超自然現象並保護怪獸的組織。
在單元劇中，高斯會與遭到混沌病毒附體而精神錯亂、性格兇殘的怪獸戰鬥，但並不會殺死它們，而是對它們以淨化輔助能力將病毒分離出來和保護。此外也描寫人類以偏見的眼光看待怪獸，或是軍事過度武裝化等相關的社會議題。根據製作人澀谷博泰表示，因受到當時流行的《寶可夢系列》的影響。並基於平成三部曲系列作品中的客群比預期中還年輕的事實，因此以孩子的視角設計出了一個慈善的戰士。
編劇武上純希曾表示，最初《高斯》有讓過去昭和時期的怪獸重新出現的計劃，畢竟既然是21世紀的第一部作品，就應該利用舊作品形象的怪獸以概念的形式再次登場，然而最後僅有劇場版出現了巴爾坦星人出現，最終舊怪獸則是以特徵形式，出現在新怪物的外觀和特殊能力上，音樂方面，則由過去曾負責昭和超人力霸王系列多部作品的冬木徹擔當。

### 影響
由於其和平的主題及陽光的情節，《高斯》在播出後受到了學齡前兒童及其父母的歡迎，同時歸因萬代想延長玩具銷售週期，因而加訂15話的一季集數。最終《高斯》播放至2002年9月28日，成為目前集數最多，播映最久的超人力霸王系列。2012年，為了因應《高斯》10週年紀念，圓谷製作具有紀念性質的電影版《超人力霸王傳奇》並為本劇增加了武藏的後日談。
2022年，在NHK BS Premium所主辦的《超人力霸王大票選》中，「高斯」在投票中被選為人氣英雄角色第十名。

## 故事大綱
故事時序
| 電影版首部曲：第一次接觸（2001） |  |
|                                  |  |
| TV版本傳（2009年-2010年）        |  |
|                                  |  |
| 電影版二部曲：藍色星球（2012年） |  |
|                                  |  |
| 電影版三部曲：最終戰役（2015年） |  |
|                                  |  |

2001年，來自宇宙、性情溫和的『慈愛的戰士』超人力霸王高斯，在與巴爾坦星人戰鬥的時候降臨地球，但卻因戰鬥時能源消耗過大而墜落至日本。
當時被年幼的「春野武藏」所救助，高斯與武藏兩人從此便定下了「勇者的誓言」，並留給武藏象徵約定的藍色寶石。此時巴爾坦星人想侵略地球，武藏提起勇氣用寶石呼喚出高斯，成功擊倒巴爾坦星人。
2009年，長大後的武藏在一次機會結識了精英隊「Team EYES」。 但在駕駛飛機追擊被企圖破壞地球秩序的「混沌之首」（カオスヘッダー）所附體的怪獸時，遭怪獸擊中飛機，此時重返地球的高斯救了武藏的性命，為了實現自己保護怪獸的夢想，拯救受到「混沌之首」感染而凶暴化的怪獸以及邪惡的外星人威脅的地球，武藏加入「Team EYES」，高斯也和武藏合為一體，藍色寶石轉換成變身光棒，開始兩人合體的戰鬥故事，在結局，高斯與武藏合力感化了原本是敵人的「混沌之首」（カオスヘッダー），使其不再汙染怪獸，變成全新金色天使型態後離開地球。
2012年，此時為高斯感化混沌之首離開地球後的兩年，武藏如願成為太空人，有次前往塞班島參加好朋友勉的婚禮，意外邂逅流亡地球的伽西星人莎烏及金，從兩人口中得知星球破壞者聖德羅斯毀掉他們的居住星球，
並盯上了地球，伽西星人雖有神獸"雷伽"可以與聖德羅斯的怪獸軍團戰鬥，但並非其對手，在武藏強烈守護意志呼喚之下，高斯再次重返地球與武藏合體，雖輕鬆擊倒怪獸軍團，
但聖德羅斯出現卻讓高斯陷入苦戰，此時，另一位超人力霸王正義出現，並與高斯合力擊敗聖德羅斯後再度保護了地球。
2015年，地球遭聖德羅斯威脅事件三年後，武藏正實行實把怪獸移民至朱蘭星球生存的計劃，但地球卻遭自稱宇宙正義的執行者"德拉希翁"盯上，德拉希翁判定人類為宇宙正義的破壞者，欲消除人類，派機器人執行人類消除計劃，高斯雖及時出現並與武藏合體，卻遭上次合作打倒聖德羅斯的超人力霸王正義痛擊，失去了能量。超人力霸王正義認定德拉希翁的方式對宇宙正義有幫助，贊成消除人類並代為傳達德拉希翁對人類的警告，但在被其意外救助的小女孩行為感化後，開始相信人類。之後並與再次獲得能量的高斯與武藏，合力擊敗德拉希翁的機器人軍團。最後高斯與正義合體成為傳說中的超人力霸王"雷傑"，免除人類被削除的威脅，並感動德拉希翁，使其願意相信人類。超人力霸王正義也在此時認同人類有夢想及無限的可能性。

## 背景設定
年代 
本作的時間線設定於2009年 - 2010年之間，前作《第一次接觸》則是發生在正劇前8年（2001年）。
後續電影版《藍色星球》則發生在本劇結局後的2年（2012年）
《最終戰役》則是發生在本劇結局後的4年後（2014年）
 游星朱兰 
在宇宙中飄蕩的游星，环境和地球非常的相似，帕拉斯坦則是該星球的守護獸。
在《藍色星球》時被聖德羅斯的因素導致棲息地完全遭到毀滅了，但在後續《最終戰役》中，在春野武藏的烏托邦計劃下
朱蘭星再次被改造成適合居住的星球，最終武藏用運載火箭將曾經拯救過的怪獸們運往朱蘭星居住，使得朱蘭星再次恢復生機，並成為高斯和怪獸們的家園。
 混沌之首
貫穿全劇的角色，是為了讓混亂的星球恢復秩序而製造的人工生命體。
目的是整合所有生物體的意識，以保護星球的秩序，但卻因分不清何善何惡而狂暴化，同時也被被稱為「混沌病毒」，侵蝕生物體和物質來支配怪獸，也可以從其他生物體吸收能量來實體化。
遭到感染的生物暫時會肉體變形、力量提升、精神錯亂、性格會變得兇殘，被混沌病毒附體或複制並實體化的怪獸的眼睛是紅色的。
甚至有能力改變星球的生態系統，當其異常地集結了能源波後影響到了星球的核心，認為「為了達到目的（即統一星球秩序）犧牲是在所難免的」，犧牲無關緊要。
在最終話透過高斯而憤怒和憎惡中解放，獲得了溫柔、美麗的金色巨人的樣子。以這個形態離開了地球。在《超人力霸王傳奇》中則是棲息在『朱蘭星球』上。

## 本作登場的超人力霸王

### 超人力霸王高斯
本作登場的超人力霸王，是从宇宙来的神秘巨人，期盼和平，不喜欢相互争斗，是一位主张不弄伤对方并且建立友好关系，但面对凶恶卑劣的敌人則果断地与其战斗的战士。在前傳《THE FIRST CONTACT》中因追赶巴尔坦星人（バルタン星人）而來到地球，並与幼年武藏相识。此事件解决后則是返回到了宇宙中。
不过在本傳中因混沌之首（カオスヘッダー）在地球出现，所以再次降臨地球，与武藏进行了一体化。可以分开使用几个形态，不过TV系列以净化怪兽为主的月神模式、对付邪恶的敌人的日冕模式和兼有月神和日冕的双方能力的日蚀模式為主。當能量消耗過量後，整個身體變得透明化，萬一陷入絕境危機，與他一體的武藏可能會因此被強行分離。
在德拉西翁事件後則是陪伴在武藏身邊，並完成武藏的夢想，現居住於朱朗行星。在《最後戰役》当中，高斯曾與正義合體變換成超人力霸王雷傑。同时也正式揭示了高斯的来历，他是代表大宇宙意志的雷傑的化身之一。
- 人間體：春野武藏
- 身高：47公尺，可微縮化[7][8][9]
- 体重：42000噸，可微縮化[7][8][9]
- 年龄：20000歲
- 活動時間：3分鐘

高斯的外觀設計是由角色設計師丸山浩所設計，面部是以《超人力霸王》中的B型面部作為原型設計。 ，其名稱高斯（Cosmos）有三個含義：溫柔之花、無限宇宙和永恆的秩序，在設計圖中，曾也被稱為超人力霸王水晶（ウルトラマンクリスタル），最初的想法是將全身像水晶一樣透明的超人力霸王，並能夠以兩種模式作戰，但由於當時造型的限制，最終則設定成藍色和紅色兩種形態。

#### 變身器
輝石/日月同輝（コスモプラック）
能使武藏變身成高斯的道具，是由「高斯輝石」的輝石轉化成棒狀的道具物品。
通常在變身時，將日月同輝舉起要喊一聲「COSMOS」，隨即變身器花瓣狀頂部綻開，內部核心尖端會散發光芒覆蓋全身，完成變身。
在前傳《第一次接觸》中，孩童時期的武藏則是使用名為「高斯輝石」的藍寶石來召喚高斯出現。在劇場版《藍色星球》中則是直接使用輝石變身。
輝石投至半空中並呼喊「COSMOS」之名，收納太陽的光芒後與高斯合為一體，在寶石發出的光芒中完成變身。

#### 型態變化
超人力霸王高斯的模式變化，與迪卡和帝納中看到的型態變化相對應，但高斯的情況則是與過去因應戰略和局勢所做的變化不同，戰鬥目的本身是根據模式變化而變化。
- 月神模式（ルナモード）

变身以后以青（藍色）作为基调的高斯，是高斯的基本形态，亦是歷代系列首次不以紅色作爲基本形态的主色。体现了「和善」「慈爱」「月和善好像光一样，慈爱蓝的巨人」的模式。
防御力和持久力都很优秀，力量技巧出色。不攻击对方避开敌人的力量，不握拳头用巴掌与怪兽对峙特征。
面對敵人的襲擊，都是以柔和優雅，宛如太極拳的招式迂迴防禦，迴避、化解敵人的進攻，而不是採用主動進攻，雖然擁有少數的攻擊光線技，卻仍然希望以不傷害對方的情況下，和平地解決問題，以馴服戰著稱。
在最終話時與混沌之首.黑暗（カオスヘッダー・メニュー）进行最终决战時，因能量不足而面临危机的高斯与请求「想救助混沌之首」的武藏进行一体化後，則出現奇迹耀眼的「奇蹟月神模式（ミラクルナモード）。身体数据与月神模式相同。
在《超人力霸王傳奇》事件之后，与超人力霸王帝納的奇迹形态的合为月神奇迹力量赐予超人力霸王傑洛，储存在帕拉吉手镯中。
- 飞行速度∶7马赫[13]
- 移动速度∶2马赫[13][9]
- 水下速度∶1马赫[13][9]
- 潜地速度∶1.2马赫[13][9]
- 跳跃力∶1000公尺 [13][9]
- 握力∶60000噸[13][9]
- 腕力：75000噸

- 满月引导（フルムーンレクト/Full moon recto）[8][14][15][16][14][17][18]

右手掌前推出去放出，月神模式的擅长技能。不是攻击技能，平静下去对方的感情使之老实的抑制兴奋的光线。对没有实体的对手无效（第18回的恋鬼，第54回的塔布里斯的分身，对没有心的对手无效（第16回的混沌.吉拉克，第29回的混沌之首.美扎特（カオスヘッダー・メビュート）化为的混沌.艾利加尔（カオスエリガル））。『超人力霸王传奇』为古比拉（グビラ）和哥美斯S（ゴメス（S））使用使它們變得老实。
- 月神抽取（ルナエキストラクト/Runa extraction）[7][16][14][17]

右手掌前推出去放出，取出附身在怪兽体内的混沌（カオスヘッダー）的光线。第5回的时候因为混沌之首附身在了垃圾里面导致使用失败。混沌之首进化以后拥有这个光线的抗性，至于被第28回的混沌之首缠住的艾利加尔（エリガル）使用失败。从那以后，被日蚀模式（エクリプスモード）的的高斯谬姆光线（コズミューム光线）代替。
- 高斯.实现（コスモ・リアライズ/Cosmo·realize）[7][16][14][17]

右手掌前推出去将其放出，将物质的元素进行固定化的光线。11回用于将EYES制作的胶合版上的元素进行固定化将其变为三维立体的投影，使想见到自己孩子的怪兽姆东（ヌード）愿望成真，这个愿望实现以后变回了沙子。只能短时间的进行元素固定，除了元素固定以外没有别的功能。
- 月神保护（ルナストライク/Runa strike）[7][16][14][17]

右手前推出去放出的破坏电子束。威力低,不过，是月神模式不多的攻击用光线技能之一。第12回对燃烧导弹进行了使用了,不过被导弹的迎击系统的光线相抵了。第13回与乌罗加（ワロバ）的单臂射击（アームスショットと）相抵了。第14回对乌罗加（ワロバ）化作的球体使用但是没有效果。第25回对葛温杰（グインジェ）进行了使用，不过被其的分离避开。『超人力霸王传奇』，为了保护孩子们和地球保卫队进行了使用，想击落海帕杰顿（幼体）[ハイパーゼットン（ギガント）]的黑暗火球,但是，由于威力低，数发无法击弱黑暗火球。
- 高能量射击（エナジーシュート/Energy shot)[7][16][14][17][13][14][17]

右手掌前推出去将能源释放出去的光线，不是攻击技能。第20回对玻尔吉尔斯（ボルギルス)进行了使用，用泰克等离子700年的量给喂饱了，被保护了起来。
- 高斯之力（コスモフォース/Cosmoforce）

右手掌前推出去将能源放出，给予对方能源使其苏醒的光线。用第30回对受伤的利特里亚斯（リドリアス)使用对其给予了能源。
- 月神转移（ルナポーション/Runaportion）

右手掌前推出去放出，是一种拥有瞬间移动功能的光线。将已经停止运动的雷库拉（レイキュラ）送回了海底
- 高斯停止（コスモシュートレス/Cosmostop）

右手掌前推出去放出，使攻击无力化的光线。45回的时候把防卫军发射的导弹和子弹静止。
- 月神悬挂（ルナサスペンション/Runa suspension）

双手前推出去放出，拥有吸引能力的光线。将第45回用高斯停止将攻击无效化的导弹和子弹吸收集聚在一起，给防卫军还了回去。
- 高斯.还原器（コスモ・リダクター/Cosmo·reductor）

双手前推出去放出的一种缩小光线，第4回对伊高玛斯（イゴマス）使用将其缩小
- 高斯淋浴（コスモシャワー/Cosmoshower）

双手前推出去放出的消防光线，第12回进行了使用，扑灭了伊非美拉（イフェメラ）周围的火焰。
- 月神彩虹（ルナレインボー/Runarainbow）

双手前推出去放出的七色分离光线。第16回对混沌吉拉克（カオスジラーク）使用将少女.茜从其体内分离出来，留下来的混沌吉拉克被消灭了。
- 高斯.还原（コスモ・カウサー/Cosmo.reduction）

双手前推出去放出的复原光线。第17回进行了使用将吉吉（ギギ）变小的人们复原。还有，第44回进行了使用，将吉吉博士（XX01）（ギギドクター（XX01））变大的巨型克莱巴贡（クレーバーゴンジャイアント）变回原样。
- 变压泡沫（トランスバブル/Transformer foam）

双手前推出去放出，将对方包在能源球里面的光线。第27回时使用此招将萨蓝加（ザランガ）送回海里。
- 温暖感觉（フィールウォーマー/Sensation of warmth）

双手前推出去放出的感情光线。在第35回进行了使用，使拉古斯东（ラグストーン）被其感动，放出了储存的情感，然后从内部崩溃了。
- 月光淋浴（ムーンライトシャワー/Moonlight shower）

双手前推出去放出的特殊光线。第57回进行了使用，打开了格拉尔凡（グラルファン）的扇门。
- 月神冷气（ルナコールド/Runacalled)

双手相合放出的低温气体，第27回进行了使用，冷却了萨蓝加（ザランガ）。
- 精确十字架（ピンポイントクロス/ Pinpoint cross）

左手做出的类似十字型的光弹，好像橡皮膏一样，可以将对方粘住。第55回进行了使用，封住了加莫兰Ⅱ（ガモランⅡ）的生物控制器。
- 月神透视（ルナスルーアイ/Runa perspective）

从眼睛放出，用来调查怪兽内部的透视光线。发现了第一回附在混沌立特里亚斯（カオスリドリアス）和第42回的混沌德鲁戈朗（カオスデルゴラン）体内的混沌之首，第16回发现了混沌吉拉克（カオスジラーク）体内的少女·茜。
- 纯净洛美斯(ラミーサプレー/Ramisapure)

从额的凹陷处发射，具有复苏能力的光线。第22回进行了使用，给衰弱的帕拉斯坦（パラスタン）给予了能源使其苏醒。
- 醒来.骑士(ウェイク・ライサー/Wake·ricer)

第22回进行了使用，是从全身照射让行星朱兰（游星ジュランを）复苏的能源光线。
- 奇迹·实现（ミラクル・リアライズ/Miracle·realize）

一瞬间修复被破坏的建筑物等的光线，电影版2作品中进行了使用修复了被破坏的街道。是与高斯·实现（コスモ・リアライズ）一样的元素固定的原理,不过这种光线的固定能力是完全的，没有了时间限制。
- 高斯治愈（コスモヒーリング/Cosmocure）

从手掌上面发出能源碰在自己的伤口上面，将其治愈，第50回进行使用。
- 反转狗鱼（リバースパイク/Inversion of pike）

用光的墙来抵御敌人的攻击，更加栅栏使之前进为敌人碰上。第1回的时候抵御了混沌立特里亚斯（カオスリドリアス）的光线,第22回的时候被的混沌帕拉斯坦（カオスパラスタン）的连续攻击打破了。
- 月球反转狗鱼（ムーンリバースパイク/The inversion of the pike）

「反转狗鱼」（リバースパイク）的变形技能，使之发生四角的光的墙来抵御敌人的攻击，然后从4个角将对方包起来。第3回时用此招将史比多鲁（スピットル）包了起来。
- 使之清醒的能力（名称不明）

在第10回进行了使用，在被盖休特（ゲシュート）的压力光弹击中的风吹眼前拍手，使风吹变回了原来的样子.
- 月光栅栏（ムーンライトバリア/Moonlight fence）

用从推出去的手指尖儿发出的能源来抵御敌人的攻击。这个防御可以将攻击上下偏离。成功抵御了混沌超人力霸王（灾难形态）[カオスウルトラマンカラミティ]的破坏粉碎也成功抵御了混沌之首.黑暗（カオスダークネス）的破灭魔球·暗黑毁灭。
- 净轨网盒（ネットトラック・ボックス/Net track box）

右手掌前推出去放出的以网的形式来攻击对方的光线。在电影版1的宇宙进行了使用,不过被巴尔坦星人（バルタン星人）的干燥爪光线（ドライクロー光线）相抵了。
- 反转狗鱼栅栏（リバースパイクバリア/Libber spike barrier）

用能源墙来推翻攻击的防御技能，不像反转狗鱼（リバースパイク）那样屏障可以自身前进。还有，曾经被混沌错误[既卡欧斯巴格]（カオスバグ）和吉吉（ギギ）的破坏电子束给突破。『超人力霸王传奇』中，为了抵御海帕杰顿（幼体）[ハイパーゼットン（ギガント）]的黑暗火球进行了使用。
- 手臂・保护（マストアーム・プロテクター/Mast arm protector)

```
一边放出气（超人意志力），使用双臂的肘不断地一边弹开放飞敌人光弹等的防御技能。
```

腿钩・保护 （マストフック・プロテクター/Mast hook protector） 
使用脚，弹开放飞敌人放出的光线和光弹等的技能。由于打掉巴尔坦星人的巴德刀和混沌吉拉克（カオスジラーク）的光剑的时候与「手臂·保护」并用，并取得一定的作用。
- 月神・旋转（ルナ・スピンドミル/Runaspin）

水平张开手臂，自身高速旋转来弹开敌人的攻击。在电影版1中进行了使用，破坏了宇宙飞船「废月」上面全部的圈套刃。
- 月神.射门（ルナ・シュートレス/Runa shoot less)

避开敌人的攻击，将攻击无效化。一部分的文献，有「跳跃起来，使用决定性的踢技能」的记录。
- 月神・冲击（ルナ・パンチ/Runa punch）

刺拳，挂钩，直版，自如运用上钩拳等。擅长技能是正面掌根对方跳跃放飞的剪票手势。
- 蒙蔽冲击（エクリプスパンチ/Eclipse punch）

被称作为虚幻的右钩拳的剪票夹手势技能。
- 手掌·推斩（グラブレス・チョップ/Palmchop ）

月神模式的推斩技能与「月神·推斩」的总称,不过特别应这个名称来概括对准敌人的脖颈子和胸口的正面空手击。对混沌吉拉克（カオスジラーク）巴尔坦星人（バルタン星人）高尔美第β（やゴルメデβ）等使用给予了一定的伤害。
- 采摘·打破（ピッキング・ブローク/Picking Blok)

一边跳跃一边在敌人的头顶使出推砍的技能。在与混沌帕拉斯坦（カオスパラスタン)的战斗中使用过。
- 月神·踢（ルナ・キック/Runa Kick）

月神模式的所有踢术 包括回旋踢 高空踢等等
- 月神·搅打（ルナ・ホイッパー/Runa Whipping）

在战斗中可以做到一技多用，将损坏给予对方的同时，把握对方的感受神经，体力。用这个技能可以探测到敌人的战斗力。
- 月神最终（ルナファイナル/Runalast）

是最后依靠奇迹月神模式（ミラクルナモード）获得力量的高斯对知道人的心的混沌之首（混沌黑暗）使用的蓝色神秘光线。在满月引导月神模式（ルナモード）已经将心付诸到一半的时候，最后注入了这个光线，使其变成混沌之首0（カオスヘッダー0）
- 满月闪光（フルムーンフラッシャー/Full moon flasher）

推出去集聚净化能源的右手掌，对邪恶进行突击的净化技能。『超人力霸王传奇』使用，弄碎了一个海帕傑顿（巨大）[ハイパーゼットン（ギガント）]背部的一个发光部分。
- 月光粉碎（ムーンライトスマッシュ/Moonlight smash）

月神模式的必杀光线，右手前推出去放出用超高温度光线。『超人力霸王传奇』使用，面对海帕傑顿（成虫）[ハイパーゼットン（イマーゴ）]，与超人力霸王傑洛（ウルトラマンゼロ）的傑洛广域射击(ワイドゼロショット) 超人力霸王帝納（ウルトラマンダイナ）的索尔金特光线（ソルジェント光线）同时合为一体光线放出，被海帕傑顿吸收反射·加强(ハイパーゼットンアブゾーブによって吸収・増幅)给反射了回来，给自己造成更大的伤害
- 月神分配（ルナポーション/Runaportion）

第8回进行了使用，进入了因为因休拉斯（インキュラス）而无法醒来的绫乃。
- 高斯还原（コスモリダクション/Cosmoreduction）

从微型的真人大小变大，最大47米，可以伸缩身体的大小。用第17回为了对付吉吉（ギギ）进行了使用。
- 月神·飞行梅耶（ルナ・フライングメイヤー/Runa premature start Meyer）

抱头投的摔倒招数，与盖尔虫（ゲルワーム）战斗时进行了使用。
- 月神·鞭腿（ルナ・レッグホイップ/ Runa leg whip）

利用突进对方的力量在后方将其摔倒。
- 高斯·复苏（コスモ・カウサー/Cosmo Kausa）

双手前推出去放出的复原光线。电影版第1作品进行了，将自杀爆炸的新巴尔坦（ネオバルタン）还原到原来的巴尔坦星人的身姿。
- 日冕模式（コロナモード）

与邪恶的敌人对峙的时候从月神模式进行模式交换。体现「强度」的「太阳的燃烧摇动好象火焰一样，战斗红的巨人」的模式。擁有凌駕於月神模式之上的力量和速度，攻擊力也進一步提升。相對於迂迴柔和的月神模式，日冕模式更注重主動進攻，集多種殺傷性光線技能於一身。
並且擅長各種格鬥技。由於能源轉運向攻擊性調整，高斯在這種模式下的必殺技往往都是威力極強的，其多種火焰必殺技能將邪惡燃燒殆盡，与月神模式相同，这个日冕模式的力量与戴拿奥特曼强壯形态的力量一起作为强壯日冕力量赐予了超人力霸王傑洛。
另外在電影版藍色星球中，則出現以此型態登場並與斯克匹斯（スコーピス）對決的「幻影日冕模式」（幻影スケルトンコロナモード），严密来说不是高斯模式转换的身姿，只是一个幻影。
- 飞行速度∶9马赫[13][9]
- 移动速度∶2.5马赫[13][9]
- 水下速度∶1.5马赫[13][9]
- 潜地速度∶2马赫[13][9]
- 跳跃力∶1200公尺[13][9]
- 握力∶100000噸[13]

- 日蚀模式（エクリプスモード）

於第30話首次登場，是被混沌之首.美扎特（カオスヘッダー・メビュート）打败的高斯，兼有武藏的「勇气」和根据日全食的光（月和太阳重叠的光）复活，月神模式和日冕模式融合的強化形態。
是「和善」为「强度」体现「勇气」的「太阳和月重在一起的金环日食溢出好象火焰一样，神秘的巨人」的模式。光线技能等丰富多彩。
在其模式下全能力超越月神模式跟日冕模式，戰鬥中更注重攻守兼備、全程碾壓的方式與怪獸對戰，同樣的光線，對於溫和的怪獸是一種治愈性質的光線；對於本質邪惡的怪獸或外星人則是一種破壞力驚人的武器。
在與改造海茲王的戰鬥中也展現了此模式下不亞於日冕模式下內巴斯特光線威力的超高速拳擊。
从月神模式经过日冕模式/宇宙日冕模式再次转换而成。因为必须变身过程，加之此形態能量消耗巨大，所以該模式設定上的地球活動時間最大為1分鐘。但在電影《藍色星球》和《最終戰役》中可以直接变身为日蚀模式。
- 飞行速度∶16马赫[13][9]
- 移动速度∶3马赫[13][9]
- 水下速度∶2马赫[13][9]
- 潜地速度∶1.5马赫[13][9]
- 跳跃力∶2200公尺[13][9]
- 握力∶80000噸[13]

#### 其他作品的登場
《新世紀超人力霸王傳說》（2002年上映）
《新世紀2003超人力霸王傳說  THE KING'S JUBILEE》（2003年上映）
《大怪獸格鬥_超銀河傳說_THE_MOVIE》（2009年上映）（武藏客串登場）
《超人力霸王銀河S:決戰！超人10勇士！》（2015年上映，武藏登場）
《超人力霸王Orb 始源傳奇》（2016年）（武藏登場）
- 網路劇集

《超級銀河格鬥》（2020年-至今）

## 本作登場的防衛組織

### S.R.C
S.R.C （綜合科學研究機構）
全名「Scientific Research Circle」，基本上是以超越國家之間研究去調查及保護怪獸或外星人，並避免他們受到外來勢力的威脅的國際機構。
總部也一樣設置在原MITI試驗場所的人工島，最初出現在前傳電影版《日月第一擊》，最初只是由志願者組成的團體。
但是當「呑龍」的出現和「巴爾坦星人」的襲擊後該組織得到聯合國的批准進行了擴展，並改組為由MITI（水無月工業技術研究所）贊助的組織體系。
在北美洲，阿拉斯加，南美洲，歐洲，非洲，北亞，南亞，澳大利亞和南太平洋設有分支機構。諸如太空開發中心和怪獸保護與管理中心等各種設施則是設在美國。

#### 關聯機關
- 宇宙開發中心[22]
- 海洋探查中心
- 自然管理中心
- 輸送支援中心
- 科學分析中心
- 機甲開發中心
- 情報處理中心
- 醫護管理中心
- 生物研究中心
- 鏑矢諸島怪獸保護管理中心

### 人工島Reasure Base
是S.R.C的總部基地，設置在日本領海太平洋的人工島嶼。該島原本是MITI（水無月工業技術研究所）的實驗研究設施，但由於組織改革而通過集中SRC的科學力量而進行了更新，並成為SRC的總部，
總約有300名成員和員工在這里工作，外表雖然為單純的島嶼，但是位於中心的燈塔則配備了TEAM EYES指揮室，在地下設施則設置如咖啡館，娛樂設施，醫療設施，武術館等設施，以及科學分析部，訊息處理部，運輸支持部，基地維護部，醫療管理部，機械開發部等各個部分。
此外，島上的地下室配備了完整的居住空間，例如員工的私人房間，島前則有四個雷電發射港，及能夠連接日本東京的海底隧道「秘密路」，此外有時也會開放見學體驗供普通民眾參觀。
根據設定，當它是MITI的研究機構時，在此曾進行了核心技術系統的最終飛行測試。
在《最終戰役》時，新的TEAM EYES也將基地設置於此，但指揮室的佈局已重新設計，房間的顏色從藍色變為綠色，並安裝了大型的顯示器。

### TEAM EYES
『Elite Young Expert Squad』，是SRC為了防禦地球而成立的精銳調查小組，總部設置在以原本MITI（水無月工業技術研究所）試驗場所的人工島為基礎改造的Treasure Base。
他們行動的目的不是消滅怪獸，而是幫助怪獸尋找可以在地球上和平生活的地方，一旦怪獸被高斯所治癒，EYES的成員則將會把怪獸運送到保護區，讓他們可以和平生活而不受到人類或混沌之首的威脅。

#### TEAM EYES（第二代）
電影版《最終戰役》首次登場，由於初代TEAM EYES於「渾沌之首」事件結束後解散後4年(2014年)。
故在原隊員「風吹圭介」被提升為隊長後，所帶領的第二代TEAM EYES。

#### S.R.C Original Seven
成員多數只有在電影《日月第一擊》登場，是由MITI（水無月工業技術研究所）的創辦人「木本研作」
在8年前為了集結日本的各種人才，而用專利費作為志願者活動創建了科學調查小組「SRC」。
而設立時的最初七名成員，後來被稱為SRC Original Seven。

#### TEAM SEA
電影版《藍色星球》首次登場，總部設置在北馬里亞納群島的羅塔島。
由SRC的創始者「閃電」隊長所帶領的精銳團隊，主要調查和保護在海洋棲息的原生怪獸。

### 統合防衛軍
縮寫「JADF」，保護日本免受外國或敵人侵害的國防組織，他們經常與TEAM EYES的和平理念發生衝突，因為他們試圖想要讓對人類有害的一切都消失，
但有時雙方也會因怪獸作戰而相互合作。基地設置在東京都一個巨大的屯駐地中。

## 主要演員名單
主演・常設
- 春野武藏：杉浦太陽
- 日浦晴光：嶋大輔（日语：嶋大輔）
- 水木忍：坂上香織
- 風吹圭介：市瀬秀和
- 土井垣浩次：須藤公一（日语：須藤公一）
- 森本綾乃：鈴木繭菓（日语：鈴木繭菓） / 少女時代：近内里緒（日语：近内里緒）（第8・24・45話）
- 池山：市川兵衛（日语：市川兵衛）
- 新見梓：小牧彩里（日语：小牧かやの）（第8・13・14・20話）
- 吉井由香里：堀江奈奈（日语：堀江奈々）（第10・34・46・63・64話）
- 石井：石井浩（日语：石井浩）（第14・25・48・58話）
- 三矢：高橋一生（第21・22・63話）
- 川谷升：影丸茂樹（日语：影丸茂樹）（第25・31・35・41・43・47・48・50・58・65話）
- 佐原司令官：須藤正裕（日语：須藤正裕）
- 宍倉副司令官：大城英司（日语：大城英司）
- 西条武官：奈良坂篤（日语：奈良坂篤）
- 主力戦車部隊隊長・岡：岡秀樹（日语：岡秀樹）（第14・25・48話）
- 羽澄：筒井巧（日语：筒井巧）（第51・59 - 62話）
- 旁白：磯部弘

其他
- 春野武藏（少年時代）：東海孝之助（日语：東海孝之助）（第1話）
- 避難民：岡秀樹（第1話）
- 核心模块飞行员：三村賢一（第2話）
- 新岡英樹：若林衛（第3話）
- 飯島秋子：杉山久美子（第3話）
- 怪獣保護管理中心職員：松橋美奈（第3話）
- 仲澤篤史：永川謙（日语：永川謙）（第4話）
- 土谷竜也：伊織大昌（第4話）
- 井本尚子：今川麻里（第4話）
- 村人：島本ひと之（第5話）
- 風吹圭介（少年時代）：荒井賢太（第5・12話）
- 土井垣的父母：三田村賢二（日语：三田村賢二）、上杉二美（日语：上杉二美）（第6話）
- 土井垣浩次（少年時代）：柿本祐貴（第6話）
- 宗介：大澤佑介（日语：大澤佑介）（第7話）
- 祥子：古川茉由（第7話）
- ヒロ：村野友希（日语：村野友希）（第7話）
- 島津職員：川俁忍（日语：川俣しのぶ）（第7話）
- 宗介的父母：岡村洋一（日语：岡村洋一）、蜷川美穗（日语：蜷川みほ）（第7話）
- 孩子：赤山貴大、植木美結、塩月瑞葉、額賀黛士、沼田和紘（日语：三遊亭愛九）（第7話）
- 大森登：藤村俊二（日语：森下じんせい）（第8話）
- 前田幸廣：多賀基史（日语：多賀基史）（第8話）
- 少年：内山昂輝、小池城太朗（第8話）
- 岩田裕一：木崎大輔（日语：木崎大輔）（第9話）
- 康祐的父親：隈井士門（日语：隈井士門）（第9話）
- 岩田康祐：石橋保（日语：石橋保） / 少年時代：[半澤昇（日语：半澤昇）（第9話）
- 研究員：小林宗充（第10・34話）、早乙女修一（第10話）
- 橋本和彦主任：河田義市（日语：河田義市）（第11話）
- 工事作業員：芸利古雄（日语：芸利古雄）、本田剛四郎（第11話）
- 白衣少女：小井沼愛（第12話）
- 風吹沙耶加：今泉野乃香（日语：今泉野乃香）（第12話）
- 黑崎蕾妮 ：三輪ひとみ（日语：三輪ひとみ）（第13・14話）
- 本田廣子：廣啓子（第13・14話）
- 關教授：吉見純麿（日语：吉見純麿）（第13・14話）
- 防衛軍特殊部隊隊員：岩崎晋弥（日语：岩崎晋弥）、田辺信彦、森英二（第14話）
- 風吹對戦的相手：那波隆史（日语：那波隆史）（第15話）
- 審判：村田鉄信（第15話）
- 立花茜：高畠華澄（日语：高畠華澄）（第16話）
- 野田浩太：落合扶樹（日语：落合モトキ）（第16話）
- 浩太的父親：渡辺寛二（日语：渡辺寛二）（第16話）
- 茜的母親：今井梓（日语：今井あずさ）（第16話）
- 浩太的朋友：島原英希（日语：島原英希）（裕二）、寺門仁美（奈々子）（第16話）
- 澤口安英：原久美子（日语：原久美子）（第17・44・55話）
- 助手：戸田知新（艾達）、望月二郎（田中）（第17話）
- 竹越真一：黑田亞瑟（第18話）
- 竹越綠：盛内愛子（日语：盛内愛子）（第18話）
- 役人：松澤仁晶（日语：松澤仁晶）（第18話）
- 村人：高尾一生（日语：高尾一生）、代田勝久（日语：代田勝久）、成瀬労（日语：成瀬労）（第18話）
- 廣播元：須賀友之（第18話）
- 竹越的部下：小椋毅（日语：小椋毅）（第18話）
- 米格隆星人：小松拓也（日语：小松拓也）（レダ）、永塚由紀子（レカ）（第19話）
- 警備員：小宮啓志、田辺信彦（第19話）
- 見学客：青山季未（第19話）
- 彼氏[26]：岡野弘之（日语：岡野弘之）（第19話）
- 木本研作：藤村俊二（日语：藤村俊二）（第20話）
- 研究員：藤真秀、昌浦龍男（日语：昌浦龍男）（第20話）
- 防衛軍操作員：三宅正信（日语：三宅正信）（第21・22話）
- 三條寺香澄：清水真実（日语：清水真実）（第23・41話）
- 教授：鶴田東（日语：鶴田東）（第23話）
- 警備員：二家本辰巳（日语：二家本辰巳）（第23話）
- 研究員：所博昭（日语：所博昭）（第23話）
- 女大學生：木村有里（第23話）
- 鷹村教授：江藤潤（日语：江藤潤）（第23話）
- 高杉純：上條誠（日语：上條誠） / 少年時代：西山陸（第24話）
- 高杉妙子：橋本晶子（日语：橋本晶子）（第24話）
- 藤堂千花：渡辺文香（日语：渡辺文香）（第24話）
- 神宮写真館・店主：武川修三（日语：武川修三）（第24話）
- 運転手：濱近高徳（日语：浜近高徳）（第24話）
- 斯蘭星人拉弥亚：Becky（第25話）
- 青年：戸室政勝（日语：戸室政勝）、保谷一（ヒロシ）、三戸部貴彦（日语：三戸部貴彦）（第25話）
- 狩野良一：頭師佳孝（日语：頭師佳孝）（第26話）
- 狩野美和：石浜加奈恵（日语：石浜加奈恵）（第26話）
- 狩野正太：くぼかんじ（第26話）
- 青年：江藤大我（日语：江藤大我）（コウジ）、竹島正義（日语：竹島正義）（アキオ）（第26話）
- 情侶：栗原美香（日语：栗原みぃか）（ノリコ）、渡辺慎一郎（日语：渡辺慎一郎）（ケンジ）（第26話）
- 年輕人：東真彌（日语：東真彌）、高田瑞紀、浦島三太朗（日语：浦島三太朗）、比企しのぶ（日语：比企しのぶ）（第27話）
- 女導演：柚木佑美（日语：柚木佑美）（第28話）
- 電視台工作人員：佐々木彰司、達川竜司（第28話）
- 正治：新田亮（第29・30話）
- 勇氣：佐藤慶季（日语：佐藤慶季）（第29・30話）
- SRC宇宙開發中心職員：浅木信幸（日语：浅木信幸）、望月明広、町田英祐（第29・30話）
- SRC修理工：川嶋秀明（日语：川嶋秀明）（第31話）
- 流純也：正木蒼二（日语：正木蒼二）（第33・62話）
- 流純美雪：相場梢（第33話）
- 釣客：矢田有三（日语：矢田有三）（第34話）
- 早紀：奏谷博美（日语：奏谷ひろみ）（第35話）
- 居民：飯島大介（日语：飯島大介）（第36話）
- 青年團：高見周、吉田祐健（日语：吉田祐健）（第36話）
- 櫻：蓮沼藍（日语：蓮沼藍）（第36話）
- 一郎：深川雄太（第36話）
- 肯特：鈴木賢人（第36話）
- 淳平：小田惇平（日语：小田惇平）（第36話）
- 長老：松村彦次郎（日语：松村彦次郎）（第36話）
- 奥日高村町長：足立建夫（日语：足立建夫）（第36話）
- 運送業者：市野龍一（日语：市野龍一）（第36話）
- 看護婦：白井弓子(演員)（日语：白井弓子 (女優)）（第36話）
- 草野忠雄：赤星昇一郎（日语：赤星昇一郎）（第38話）
- 草野香織：広瀬もえ（第38話）
- 警官：藤原鉄苹（日语：藤原鉄苹）（第38話）
- 草野和代：鈴木博實（日语：鈴木ひろみ）（第38話）
- 超市經理：倉持武弘（日语：倉持武弘）（第38話）
- 竹内：川倉正一（日语：鮪男）（第39・40話）
- 艾克斯泰尔星的机器人：杉崎浩一（日语：杉崎浩一）（第41話）
- 艾克斯泰尔星的人型宇宙植物生命體：水谷悦子（第41話）
- 原看護婦：湯田美由紀（日语：湯田美由紀）（第41・48話）
- 堀村俊司：高橋寿緒（第42話）
- 蘇爾：清水佑樹（第42話）
- 居住在空方村的初中生：尾崎光洋（日语：尾崎光洋）、増岡未央（日语：サワミオリ）（河合洋子）（第42話）
- 蘇爾的父：渡辺航（日语：渡辺航）（第42話）
- 一宏：森翔吾（第42話）
- 西裝男子（諾瓦爾星人）：ボブ鈴木（第43話）
- 村上高：今野雅人（日语：今野雅人）（第45話）
- 村上哲平：渋谷哲平（日语：渋谷哲平）（第45話）
- 村上遙：鈴木晴香（第45話）
- 防衛軍隊員：武井秀哲（日语：武井秀哲）、樋口靖（日语：樋口靖）、平野郁也（第45話）
- 電視主播：井上浩（第45話）
- 防衛軍参謀：石井照吉（日语：石井てるよし）（第45話）
- 山野 / 奇里亞星人：角田英介（日语：角田英介）（第46話）
- 村人：咲野俊介、嶋崎伸夫（日语：嶋崎伸夫）、永幡洋（日语：永幡洋）（第46話）
- 美崎愛 / 紅衣女子 ：石橋奈美（日语：石橋奈美）（第47・58話）
- 警備員：本多隆二（日语：本多隆二）（第47話）
- 牛島班長：加賀谷圭（日语：加賀谷圭）（第48話）
- 山崎：市村直樹（日语：市村直樹）（第48話）
- 山井英夫：酒井敏也（第50話）
- 岡田：佐久間哲（日语：佐久間哲）（第50話）
- 佐伯刑事：六角精児（日语：六角精児）（第50話）
- 寵物店老闆：山下澄人（第50話）
- 刑事：青柿ひろし（日语：青柿ひろし）、河合良輔（日语：河合良輔）（第50話）
- 伊西斯星人朱恩：神崎詩織（日语：神崎詩織）（第52話）
- 守澤佳奈：高田知里（第54話）
- 少女時代的佳奈：村上和（第54話）
- 佳奈的母親：落合瞳（日语：落合ひとみ）（第54話）
- 主播：大塚文雄、倉ゆう子（第54話）
- 少女：秋本眸（第55話）
- 宇宙開發中心從業員：三宅正信（第55話）
- 敬造：岡部健（日语：岡部健）（第56話）
- 正一：菊池英一（日语：菊池英一）（第56話）
- 村田刑事：友金敏雄（日语：友金敏雄）（第56話）
- 取川村村民：大木史朗（日语：大木史朗）、中島元（日语：中島元）、村石宏實（第56話）
- 警察：入山學（第56話）
- 黑猩猩：岩田有弘（日语：岩田有弘）（ケン）、近田慎太郎（日语：近田慎太郎）（コウ）、袴田裕幸（日语：袴田裕幸）（タカシ）、成本玲子（日语：成本玲子）（ナオ）（第56話）
- 苫野老人：天本英世（日语：天本英世） / 青年時代：木村方則（日语：木村方則）（第57話）
- 暁：大山恭平（日语：恭平）（第57話）
- 戸間乃的妻子：古海裕子（日语：古海裕子）（第57話）
- 戸間乃的兒子：髙橋郁哉（日语：髙橋郁哉）（第57話）
- 暁的朋友：伊織大昌（第57話）
- 青服男子：川本淳市（日语：川本淳市）（第58話）
- 警備員：二家本辰巳（第58話）
- Germina III 船員：五藤悠有菜（日语：五藤圭子）（第59話）
- SRC研究員：佐藤太三夫（日语：佐藤太三夫）、山田裕（日语：山田裕）（第59話）
- 研究員：飯尾英樹（日语：飯尾英樹）、大西武志（日语：大西武志）（第61話）
- トレジャーベース修理工：浅倉つとむ、島津健太郎（日语：島津健太郎）（第64話）

聲演
- 超人力霸王高斯：佐藤佑暉（日语：佐藤佑暉）
- 混沌之首：服卷浩司（日语：服巻浩司）
- 伊戈馬斯：石井浩（日语：石井浩）（第4話）
- 電視播音員：磯部弘（第6話）
- 吉吉：遠藤守哉（日语：遠藤守哉）（第17話）
- 戀鬼：青山美帆（日语：青山美帆）、勝亦正蓮（日语：勝亦蓮）（第18話）
- 電腦語音：浦和惠（第19話）
- 克萊弗貢：樱井浩子（第29・31・44話）
- 蘇爾：摩味（第42話）
- 諾瓦爾星人：稲田徹（第43・53話）
- 吉吉博士：遠藤守哉（第44話）
- 木格拉：嶋方淳子（第45話）

戲服演員
※参考文献：『テレビマガジン特別編集ウルトラマンコスモス』（講談社・2003年）
- 超人力霸王高斯：猫俣博志（日语：猫俣博志）、寺井大介（日语：寺井大介）
- 超人力霸王高斯、卡歐斯超人力霸王、卡歐斯超人力霸王：益田康弘
- 超人力霸王高斯、怪獣・宇宙人：岡野弘之（日语：岡野弘之）
- 混沌黑暗、其他怪獣・宇宙人：三宅敏夫（日语：三宅敏夫）
- 怪獣・宇宙人：永田朋裕（日语：永田朋裕）、横尾和則（日语：横尾和則）、福岡まどか、森英二、勝亦正、太田智美、山本諭（日语：山本諭）、小宮啓志

## 播放列表
以下時間以當地時間（日本時間）為準：
| 日本首播   | 集數    | 標題漢譯                                             | 登場怪獸・宇宙人                                                      | 編劇            | 導演     |
| ---------- | ------- | ---------------------------------------------------- | --------------------------------------------------------------------- | --------------- | -------- |
| 2001/07/07 | 1       | 光との再会重逢光芒                                   | 混沌之首 混沌利多利阿斯 利多利阿斯                                    | 大西信介        | 北浦嗣巳 |
| 2001/07/14 | 2       | カオスヘッダーの影混沌之首的阴影                     | 利多利阿斯 高尔美第 混沌高尔美第                                      | 大西信介        | 北浦嗣巳 |
| 2001/07/21 | 3       | 飛べ！ムサシ飛吧！武藏                               | 史比多魯                                                              | 長谷川圭一      | 北浦嗣巳 |
| 2001/07/28 | 4       | 落ちてきたロボット從天而降的機器人                   | 伊高瑪斯                                                              | 川上英幸        | 北浦嗣巳 |
| 2001/08/04 | 5       | 蛍の復讐螢火蟲的復仇                                 | 混沌巴格                                                              | 川上英幸        | 市野龍一 |
| 2001/08/11 | 6       | 怪獣一本釣り釣怪獸                                   | 莫古爾頓                                                              | 增田貴彥        | 市野龍一 |
| 2001/08/18 | 7       | 空からのプレゼント來自天空的禮物                     | 加莫蘭 米寧                                                           | 武上純希        | 小中和哉 |
| 2001/08/25 | 8       | 乙女の眠り沉睡的少女                                 | 因休拉斯                                                              | 川上英幸        | 小中和哉 |
| 2001/09/01 | 9       | 森の友だち森林中的朋友們                             | 山童                                                                  | 武上纯希        | 原田昌樹 |
| 2001/09/08 | 10      | 青銅の魔神青銅的魔神                                 | 蓋休特                                                                | 大西信介        | 根本實樹 |
| 2001/09/15 | 11      | 動け！怪獣快動起来！怪獸                             | 骨骼恐龍姆東                                                          | 西圓悟          | 北浦嗣巳 |
| 2001/09/22 | 12      | 生命の輝き生命的光輝                                 | 伊菲美拉                                                              | 武上純希        | 北浦嗣巳 |
| 2001/09/29 | 13      | 時の娘（前編）時間的女兒（上）                       | 卡爾巴斯 烏羅加                                                       | 太田愛          | 原田昌樹 |
| 2001/10/06 | 14      | 時の娘（後編）時間的女兒（下）                       | 卡爾巴斯 烏羅加                                                       | 太田愛          | 原田昌樹 |
| 2001/10/13 | 15      | 深海の死闘深海的死鬥                                 | 混沌之首 混沌傑爾加 傑爾加 混沌吉拉克 吉拉克                          | 大西信介        | 市野龍一 |
| 2001/10/20 | 16      | 飛ぶクジラ會飛的鯨魚                                 | 混沌之首 混沌傑爾加 傑爾加 混沌吉拉克 吉拉克                          | 長谷川圭一      | 市野龍一 |
| 2001/10/27 | 17      | 異次元の罠異次元的圈套                               | 吉吉                                                                  | 武上純希        | 村石宏實 |
| 2001/11/03 | 18      | 二人山伝説二人山的傳說                               | 戀鬼                                                                  | 川上英幸        | 村石宏實 |
| 2001/11/10 | 19      | 星の恋人星之戀人                                     | 米格隆星人 安格力拉                                                   | 梶研吾          | 八木毅   |
| 2001/11/17 | 20      | ムサシの空武藏的天空                                 | 波爾吉爾斯                                                            | 林壯太郎        | 八木毅   |
| 2001/11/24 | 21      | テックブースター出動せよ（前編）出動泰坦推進機（上） | 混沌之首 混沌帕拉斯坦 卡歐斯帕拉斯坦S 帕拉斯坦                        | 梶研吾          | 根本實樹 |
| 2001/12/01 | 22      | テックブースター出動せよ（後編）出動泰坦推進機（下） | 混沌之首 混沌帕拉斯坦 卡歐斯帕拉斯坦S 帕拉斯坦                        | 林壯太郎        | 根本實樹 |
| 2001/12/08 | 23      | ルナ対ルナ月神對月神                                 | 蓋爾蟲                                                                | 荒木憲一        | 北浦嗣巳 |
| 2001/12/15 | 24      | ぬくもりの記憶溫暖的回憶                             | 電磁魔獸古拉加斯                                                      | 右田昌萬        | 原田昌樹 |
| 2001/12/22 | 25      | 異星の少女外星少女                                   | 葛溫杰 斯萊星人                                                       | 增田貴彥        | 原田昌樹 |
| 2001/12/29 | 26      | カオスを倒す力打倒混沌之首的力量                     | 混沌伊布里斯                                                          | 大西信介        | 北浦嗣巳 |
| 2002/01/05 | 27      | 地球生まれの宇宙怪獣在地球出生的宇宙怪獸             | 薩藍加 小薩藍加                                                       | 前川淳          | 市野龍一 |
| 2002/01/12 | 28      | 強さと力更強的力量                                   | 卡歐斯頭部 卡歐斯艾利加爾 毒氣怪獸艾力加爾                            | 大西信介        | 市野龍一 |
| 2002/01/19 | 29      | 夢みる勇気夢中的勇氣                                 | 混沌美比特 利多利阿斯 混沌艾利加爾 利多利阿斯                         | 大西信介        | 根本實樹 |
| 2002/01/26 | 30      | エクリプス日蝕                                       | 混沌美比特 利多利阿斯 混沌艾利加爾 利多利阿斯                         | 大西信介        | 根本實樹 |
| 2002/02/02 | 31      | ゴンを救え拯救巴貢                                   | 混沌之首 混沌克萊巴貢 超級高科技机器人克萊巴貢                        | 武上純希        | 村石宏實 |
| 2002/02/09 | 32      | 悪夢の実験惡夢的實驗                                 | 高爾美第 利多利阿斯 史比多魯 莫古爾顿 米寧 伊菲美拉 傑爾加 波爾吉爾斯 | 山本優          | 村石宏實 |
| 2002/02/16 | 33      | 怪獣狙撃手怪獸狙擊手                                 | 混沌之首 混沌尼爾德藍特 岩石怪獸尼爾德藍特                            | 梶研吾 林壯太郎 | 八木毅   |
| 2002/02/23 | 34      | 海神の怒り海神的憤怒                                 | 雷庫拉                                                                | 林壯太郎        | 八木毅   |
| 2002/03/02 | 35      | 魔法の石魔法之石                                     | 催眠魔獸拉古斯東                                                      | 川上英幸        | 原田昌樹 |
| 2002/03/09 | 36      | 妖怪の山妖怪之山                                     | 馬哈格諾姆 山童                                                       | 武上純希        | 原田昌樹 |
| 2002/03/16 | 37      | フブキ退任？風吹卸任？                               | 混沌之首 混沌太爾達斯 地底怪獸太爾達斯                                | 前川淳          | 市野龍一 |
| 2002/03/23 | 38      | オヤジ星人老爹星人                                   | 海兹王 貝利爾星人                                                     | 增田貴彥        | 市野龍一 |
| 2002/03/30 | 39      | 邪悪の光邪惡之光                                     | 混沌 混沌超人 混沌尼爾德藍特Ⅱ 岩石怪獸尼爾德藍特Ⅱ                     | 大西信介        | 根本實樹 |
| 2002/04/06 | 40      | 邪悪の巨人邪惡的巨人                                 | 混沌 混沌超人 混沌尼爾德藍特Ⅱ 岩石怪獸尼爾德藍特Ⅱ                     | 川上英幸        | 根本實樹 |
| 2002/04/13 | 41      | 緑の逃亡者綠色的逃亡者                               | 混沌之首 混沌克萊巴貢 超級高科技機器人克萊巴貢                        | 荒木憲一        | 石井佳   |
| 2002/04/20 | 42      | ともだち朋友                                         | 混沌之首 索爾 混沌德魯戈朗 德魯戈朗                                   | 大西信介        | 石井佳   |
| 2002/04/27 | 43      | 操り怪獣操控怪獸                                     | 太爾達斯機械改造型 尼爾德藍特機械改造型 諾瓦爾星人                    | 川上英幸        | 村石宏實 |
| 2002/05/04 | 44      | ギギVSゴン吉吉對巴貢                                 | 吉吉進化型 吉吉博士 超級高科技機器人克萊巴貢 巨大克萊巴貢             | 武上純希        | 村石宏實 |
| 2002/05/11 | 45      | 遊園地伝説遊樂園傳說                                 | 木格拉                                                                | 右田昌萬        | 八木毅   |
| 2002/05/18 | 46      | 奇跡の花奇蹟之花                                     | 奇里亞星人                                                            | 林壯太郎        | 八木毅   |
| 2002/05/25 | 47      | 空の魔女空中的魔女                                   | 奇里亞星人                                                            | 鈴木智          | 原田昌樹 |
| 2002/06/01 | 48      | ワロガ逆襲烏羅加的反擊                               | 烏羅加                                                                | 右田昌萬        | 原田昌樹 |
| 2002/06/08 | 49      | 宇宙の雪宇宙之雪                                     | 阿爾克拉                                                              | 大西信介        | 市野龍一 |
| 無         | 50 OV01 | 怪獣密輸走私怪獸                                     | 巴德塔                                                                | 川上英幸        | 市野龍一 |
| 2002/07/20 | 51      | カオスの敵混沌之首的敵人                             | 混沌之首 混沌馬薩爾加斯 馬薩爾加斯                                    | 梶研吾          | 根本實樹 |
| 無         | 52 OV02 | 変身不能不能變身                                     | 扎格爾 樹音                                                           | 林壯太郎 梶研吾 | 根本實樹 |
| 2002/07/27 | 53      | 未来怪獣未來怪獸                                     | 拉古斯東機械改造型 阿拉多斯 諾瓦爾星人                                | 荒木憲一        | 石井佳   |
| 無         | 54 OV03 | 人間転送機人類傳送機                                 | 塔布里斯                                                              | 大西信介        | 石井佳   |
| 2002/08/03 | 55      | 最終テスト最後的測試                                 | 村石宏實                                                              | 加莫蘭Ⅱ 米寧    | 武上純希 |
| 無         | 56 OV04 | かっぱの里河童之鄉                                   | 村石宏實                                                              | 河童            | 川上英幸 |
| 2002/08/10 | 57      | 雪の扉雪之扉頁                                       | 拉格爾凡                                                              | 太田愛          | 原田昌樹 |
| 無         | 58 OV05 | 復讐の空復仇的天空                                   | 吉拉加斯                                                              | 增田貴彥        | 原田昌樹 |
| 2002/08/17 | 59      | 最大の侵略最大的侵略                                 | 混沌超人 混沌超人灾厄                                                 | 梶研吾          | 八木毅   |
| 2002/08/24 | 60      | カオス大戦混沌之首大戰                               | 混沌超人 混沌超人灾厄                                                 | 梶研吾          | 八木毅   |
| 2002/08/31 | 61      | 禁断の兵器禁忌的武器                                 | 改造海兹王                                                            | 增田貴彥        | 市野龍一 |
| 2002/09/07 | 62      | 地球の悲鳴地球的悲鳴                                 | 混沌之首 混沌超人強化型 混沌多魯巴 多魯巴 利多利阿斯                  | 增田貴彥        | 市野龍一 |
| 2002/09/14 | 63      | カオス激襲混沌之首激戰                               | 混沌艾利加爾二代 艾利加爾Ⅱ 混沌之首                                   | 大西信介        | 根本實樹 |
| 2002/09/21 | 64      | 月面の決戦月面的決戰                                 | 混沌超人灾厄 混沌黑暗 米寧                                            | 大西信介        | 根本實樹 |
| 2002/09/28 | 65      | 真の勇者真正的勇者                                   | 混沌黑暗 混沌之首 利多利阿斯 莫古爾頓 波爾吉爾斯                      | 大西信介        | 根本實樹 |

### 男主角被捕及後續
2002年6月14日，仍在第49話播放的期間，杉浦太陽因為被懷疑在2000年10月17日時對弟弟的友人進行恐嚇與傷害的行為，而被大阪府警方以涉嫌人身份逮捕。雖然事後大阪地方檢查廳以證據不足為由不予起訴，但已對杉浦在影集中的演出造成影響。根據辯方（杉浦方）辯護律師提供的陳述書，聲明事件起因於弟弟的友人盜取杉浦家的錢財，在要求對方歸還錢財的過程中發生肢體衝突，除了傷勢輕微之外，事件發生時當事雙方皆未滿成年。電視影集的製作單位在杉浦被逮捕後立刻停播了該片，且在恢復播映後將後續五集內容中杉浦出現的片段全部剪除，相關片段僅保留在之後上映的電影版中放映。

### 停播期間替代節目
《超人力霸王》M78劇場 Love & Peace（2002年6月15日）
《超人力霸王高斯》「特別総集編1 コスモス最大の危機」（2002年6月22日）
《超人力霸王高斯》「特別総集編2 コスモス最後の戦い」（2002年6月29日）
《超人力霸王雷歐斯》第1話「ネオス誕生」（2002年7月6日）
《超人力霸王雷歐斯》第2話「謎のダークマター」（2002年7月13日）

## 音樂

### 片頭曲
- 「Spirit」

作詞：松井五郎 / 作曲：KATSUMI / 編曲：小西貴雄 / 歌：Project DMM
- （香港TVB）

唱：Shine

### 片尾曲
- 「ウルトラマンコスモス〜君にできるなにか」

作詞：松井五郎 / 作曲：鈴木キサブロー / 編曲：京田誠一 / 歌：Project DMM
（第1話〜第41話、最終話使用）
- 「心の絆」

作詞・作曲：KATSUMI / 編曲：大門一也 / 歌：Project DMM
（第42話〜第64話使用）

### 插入歌
- 「Touch the Fire」

作詞：KATSUMI / 作曲・編曲：大門一也 / 歌：Project DMM
（第16、17、22、26、28、35、40、51話使用）
- 「僕達のエネルギー」

作詞・作曲・編曲：大門一也 / 歌：Project DMM
（第36、52、56話使用）
- 「ワンダバ チームEYES」

作曲・編曲：冬木透 / コーラス：Project DMM
- 「ECLIPSE」

作詞・作曲：KATSUMI / 編曲：大門一也 / 歌：Project DMM
- 「光の伝説」

作詞・作曲：KATSUMI / 編曲：京田誠一 / 歌：Project DMM
- 「Christmas for everyone」

作詞：KATSUMI / 作曲・編曲：大門一也 / 歌：Project DMM
- 「Never Stop Dream」

作詞・作曲：松原剛志 (Project.R) / 編曲：大門一也 / 歌：Project DMM
- 「Can We Live? 〜手をとりあって〜」

作詞：KATSUMI / 作曲・編曲：大門一也 / 歌：Project DMM
- 「JAST A HERO」

作詞・作曲・編曲：大門一也 / 歌：Project DMM
- 「Power of Love」

作詞・作曲・編曲：大門一也 / 歌：Project DMM

## 製作團隊
- 製作：圓谷一夫
- 監修：高野宏一
- 企劃：滿田かずほ、丸谷嘉彦、森本正博
- 製作人：渋谷浩康、小山信行、諸冨洋史（1話～26話）、丸谷嘉彦（27話～65話）
- 副製作人：竹田菁滋（クレジットなし）
- 特技監督：大岡新一
- 造形：江藤直行
- 監督、特技監督：北浦嗣巳、佐川和夫、村石宏實、小中和哉
- 脚本：大西信介、長谷川圭一、渋川上英幸、太田愛、右田昌萬
- 音樂：冬木透
- 機械＆小配件：PLEX
- 車輛協力：本田技研工業
- 製作協力：ジェイアール東日本企画

## 其他相關媒體

### 電影
- 《超人力霸王高斯 THE FIRST CONTACT（第一次接觸）》（2001年上映）

- 《超人力霸王高斯2 THE BLUE PLANET（藍色星球）》（2002年上映）

- 《超人力霸王高斯VS超人力霸王正義 THE FINAL BATTLE（最後戰役）》（2003年上映）

### 後日談
- 《超人力霸王傳奇》（2012年上映）[29]

### 漫畫
- 《超人力霸王高斯》月刊てれコロコミック

2001年夏休増刊号 かとうひろし
2002年冬休増刊号 犬木栄治

## 海外播放

### 台灣
台灣緯來戲劇台曾於2003年暑假期間首播國語配音版，後來又在華視主頻播出。

### 香港
香港無線翡翠台曾於2003年播出粵語配音版。

## 外部連結
- MBS官方網站 （日語）